# Reserva Fânațele Clujului
La reserva Fânațele Clujului és una àrea protegida d'interès nacional que correspon a la 4a categoria de la UICN (reserva botànica) situada prop de Cluj-Napoca (perímetres de Copârșaie i Valea lui Craiu), amb vegetació específica de zones d'Àsia i Europa de l'Est.
La reserva ocupa 75.000 m ². El sòl ric en carbonat de calci, el terreny accidentat i el clima agradable han propiciat el desenvolupament aquí d'una vegetació d'estepa, semblant a la de la part sud d'Ucraïna. Aquí s'han identificat 450 unitats sistèmiques, entre les més valuoses destaquen les xeròfiles pòntiques, les pontomediterrànies, les plantes continental-orientals, etc.
A la reserva es podia trobar l'escurçó de praderies (Vipera ursinii rakosiensis), actualment declarada espècie extingida a la reserva. Les investigacions llargues realitzades pels grans herpetòlegs de l'època (Bogdan Stugren, Ion Fuhn) no van poder trobar almenys un escurçó de fenc individual a la reserva de Cluj després dels anys 50. L'últim exemplar es va observar a Bonțida, prop de Cluj-Napoca, l'any 1962. L'escurçó de fenc només es troba a la comarca d'Alba.